# Hütteldorf
Hütteldorf ist ein Teil des 14. Wiener Gemeindebezirks, Penzing, und war bis 1891 eine eigenständige Gemeinde. Hütteldorf ist eine der 89 Wiener Katastralgemeinden.

## Geografie

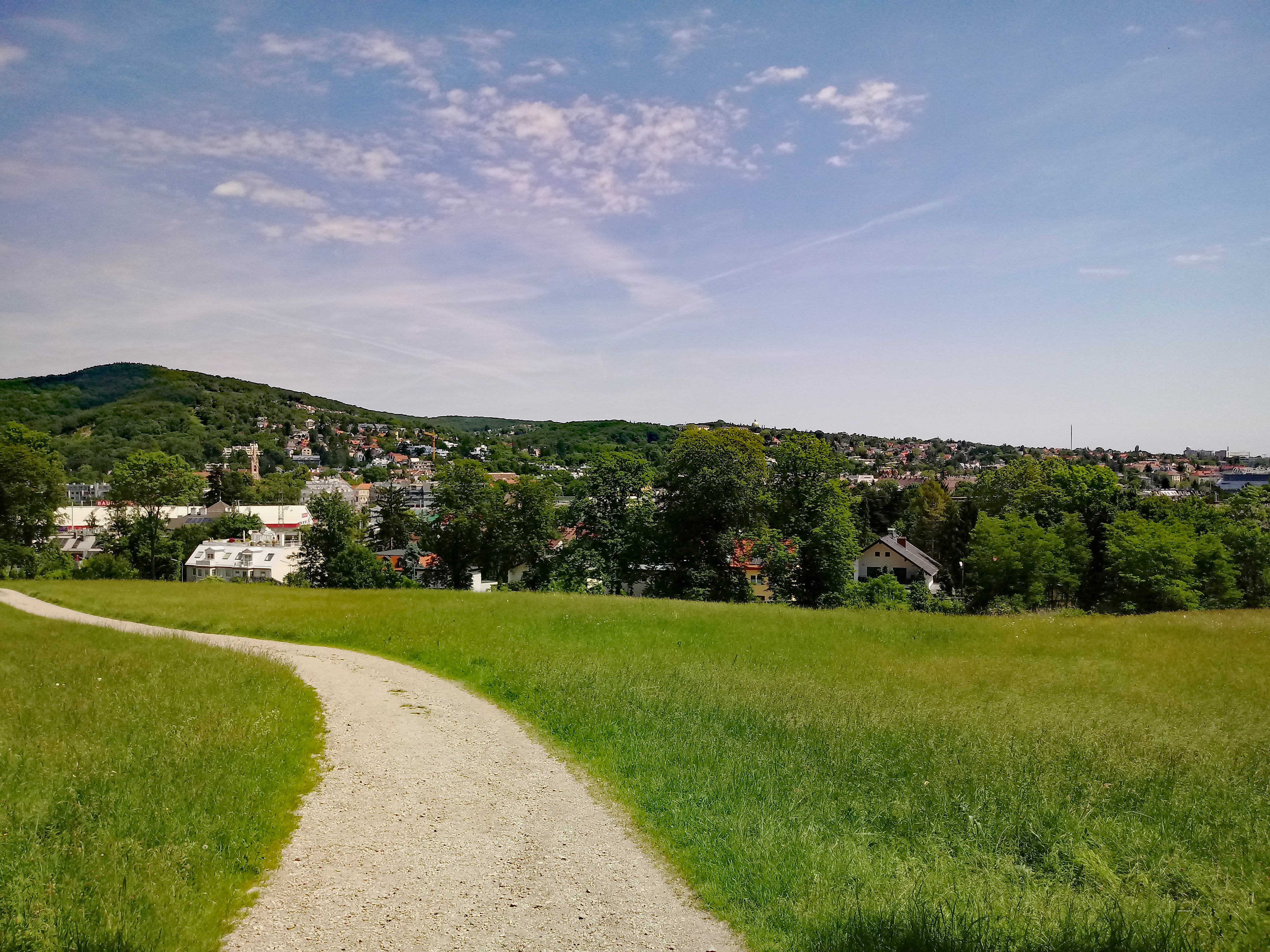
Blick vom Lainzer Tiergarten auf Hütteldorf

Hütteldorf liegt in der Mitte des Gemeindebezirks zwischen dem Bezirksteil Hadersdorf-Weidlingau im Westen und den Bezirksteilen Baumgarten, Breitensee und Penzing im Osten. Im Norden grenzt Hütteldorf an den 16. Gemeindebezirk, Ottakring, im Süden an den 13. Gemeindebezirk, Hietzing. Die Katastralgemeinde Hütteldorf erstreckt sich über eine Fläche von 635,47 ha, wovon 20 ha jenseits des Wienflusses im Gebiet des 13. Gemeindebezirks liegen (z. B. Umspannwerk Wien-West).
Der Norden von Hütteldorf besteht aus teilweise unverbautem Wienerwald. Hier liegen der Satzberg (435 m) und der Hüttelberg (354 m) sowie das Erholungsgebiet Steinhof. Durch Hütteldorf fließen die Wienerwaldbäche Halterbach und Rosenbach.

## Geschichte

Hütteldorf und Umgebung um 1872 (Aufnahmeblatt der Landesaufnahme)

Hütteldorf wurde im 11. Jahrhundert gegründet und 1170 erstmals als Utendorf urkundlich erwähnt. Der Name geht auf das adelige Geschlecht der Utendorfer zurück.
Der alte Ortskern befand sich zwischen Rosenbach und Halterbach. Bereits 1356 wurde Hütteldorf eine eigene Pfarre. 1599 erhielt die Hütteldorfer Mühle die Brauberechtigung und es entstand daraus die Hütteldorfer Brauerei. Der Satzberg erinnert daran, dass es hier auch Weinbau gab. Türkenkriege und die Pest haben die Entwicklung des Dorfes lange verzögert. Der heutige Hütteldorfer Friedhof wurde 1811 erstmals belegt. 1891 wurde Hütteldorf als Teil des 13. Bezirks, Hietzing, in die Stadt Wien eingemeindet.
Nach dem „Anschluss“ Österreichs an das Deutsche Reich im Jahre 1938 wurde der Ort in den damals neu definierten 14. Bezirk, Penzing, eingegliedert (und Hadersdorf-Weidlingau eingemeindet).
Auch nach dem Zweiten Weltkrieg verblieb der Bezirksteil bei Penzing. Hütteldorf zählte 1945–1955 zum französischen Sektor der Stadt.

## Kultur und Sehenswürdigkeiten

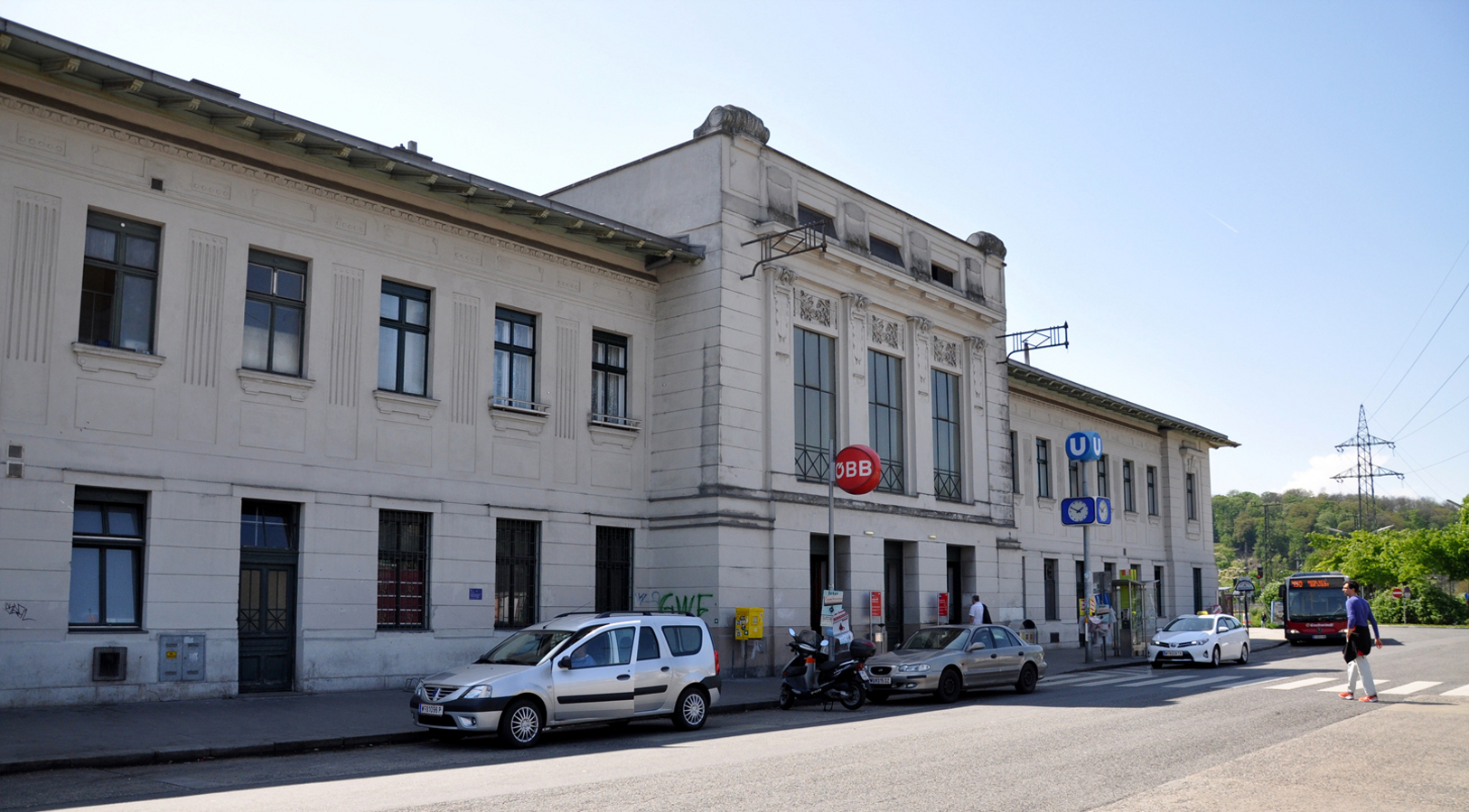
Bahnhof Wien Hütteldorf

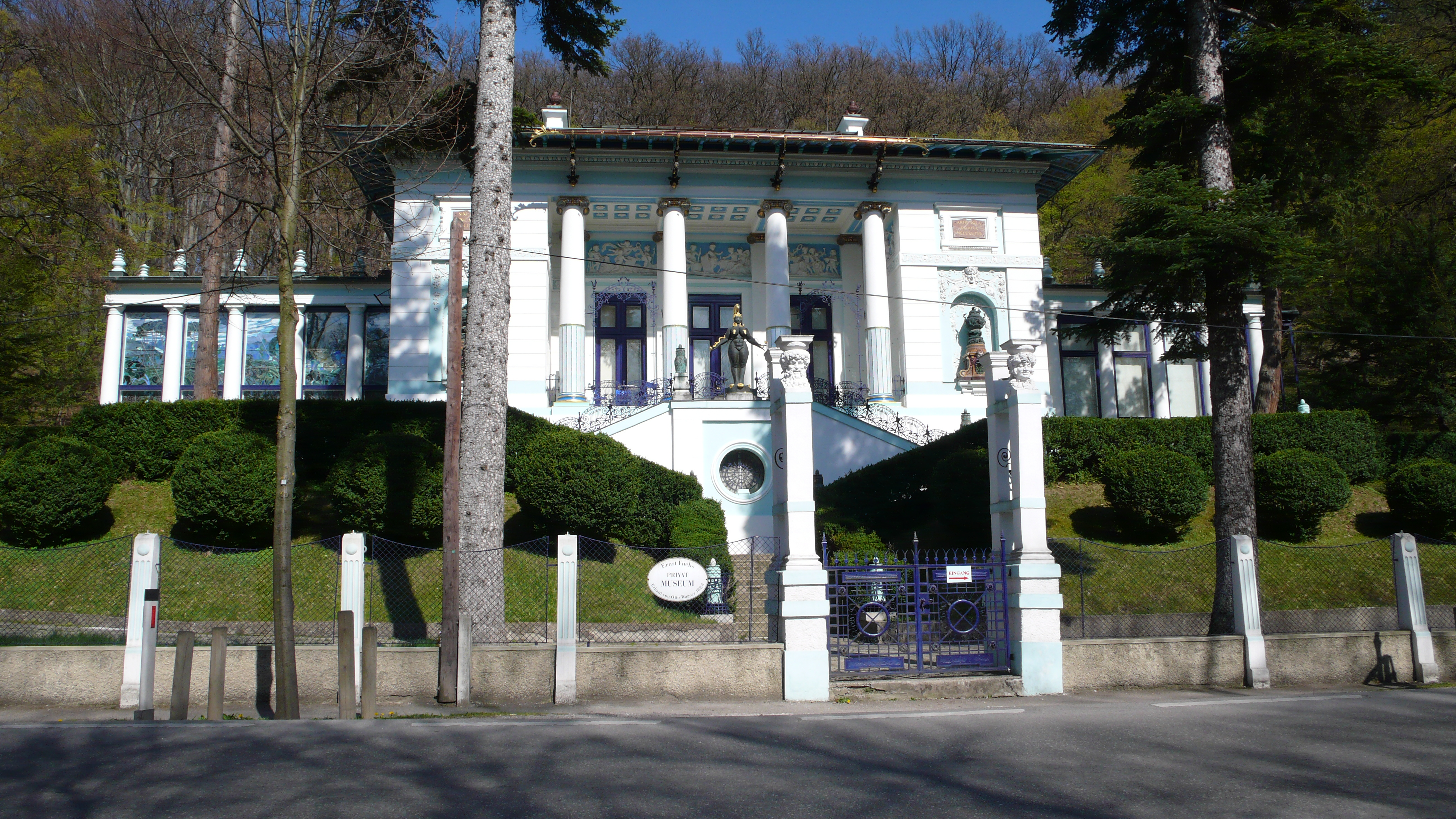
Otto Wagners erste Hütteldorfer Villa

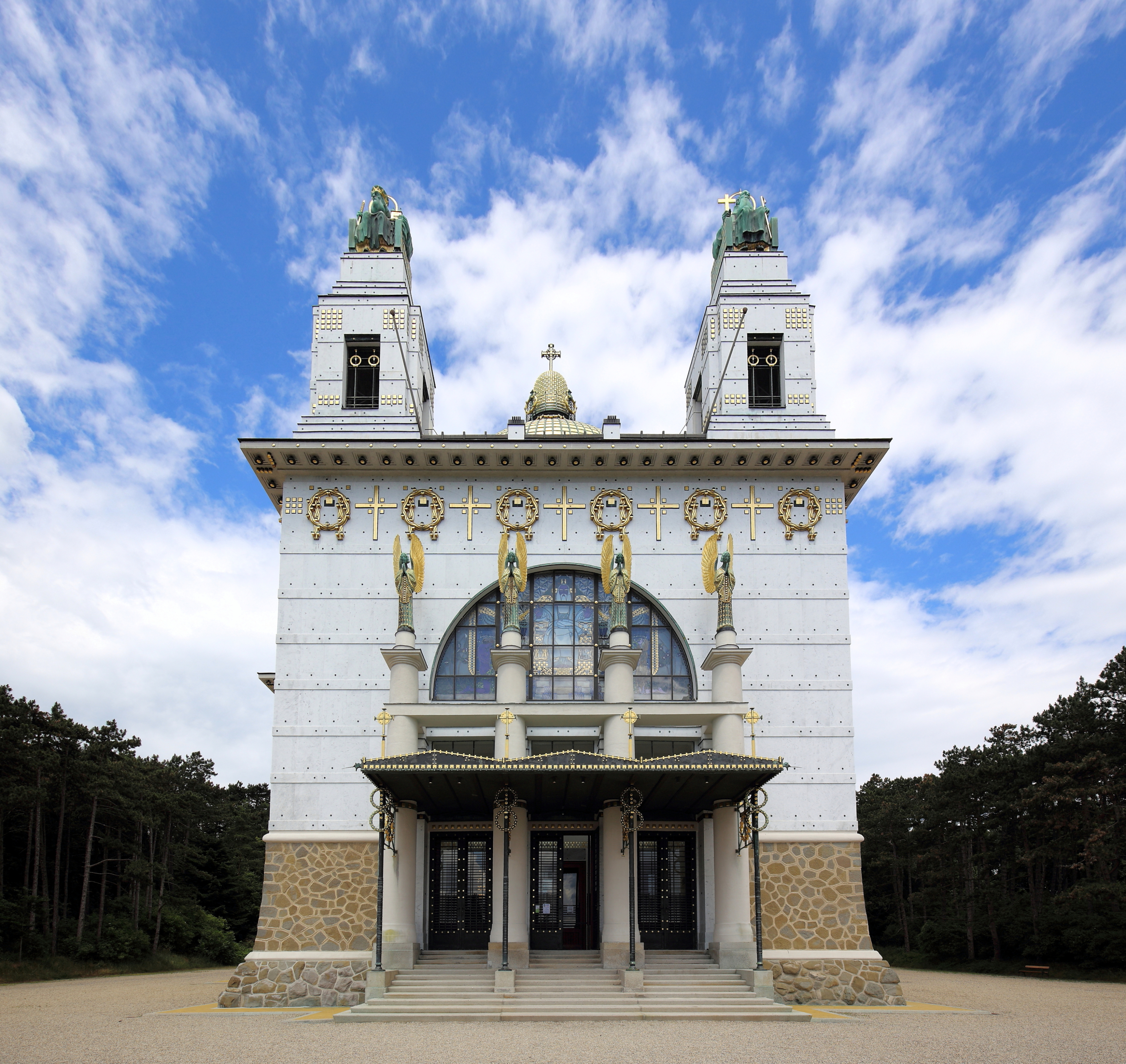
Kirche am Steinhof

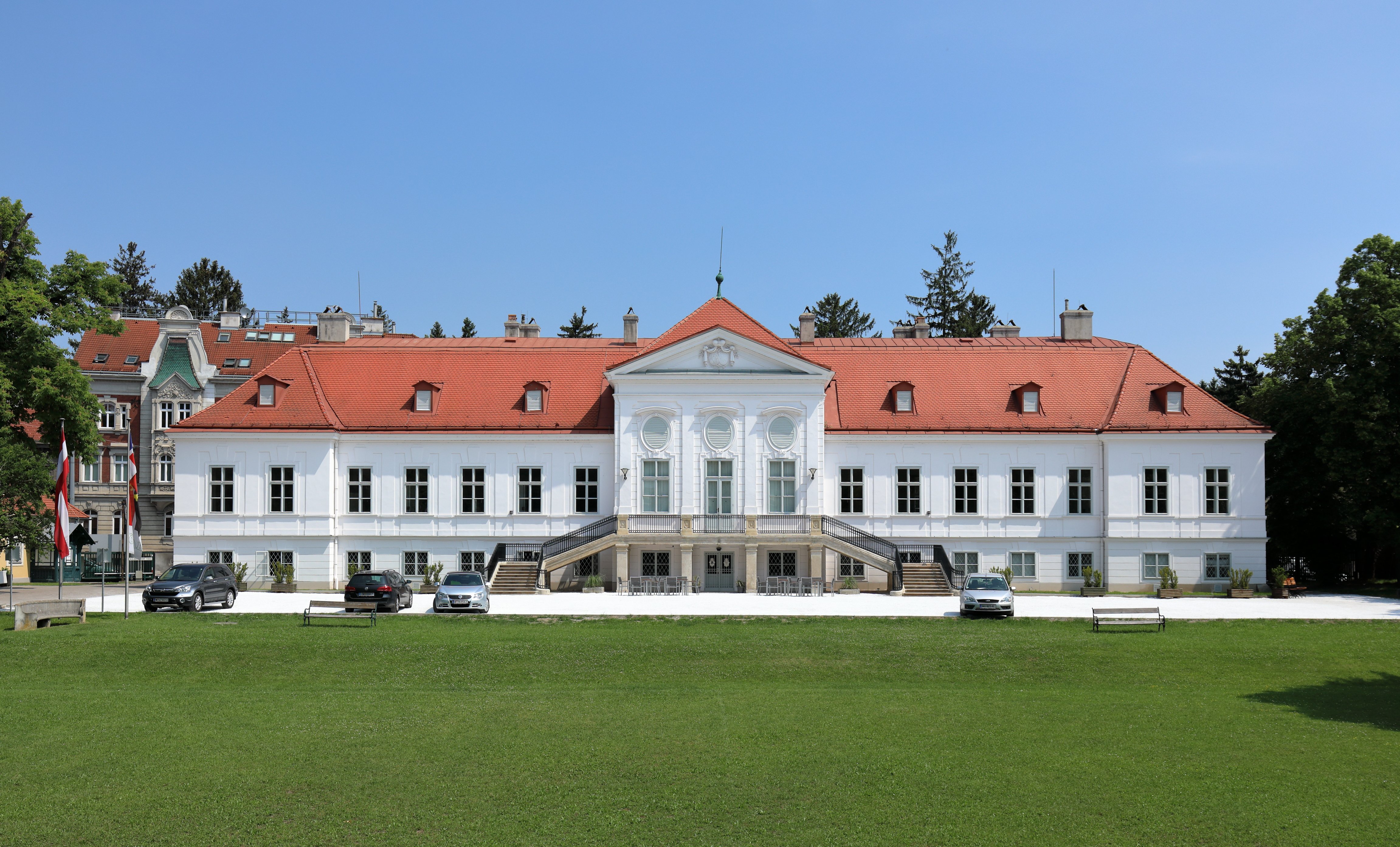
Das Miller-Aichholz Schlössel als Teil des ÖJAB-Europahauses „Dr. Bruno Buchwieser“

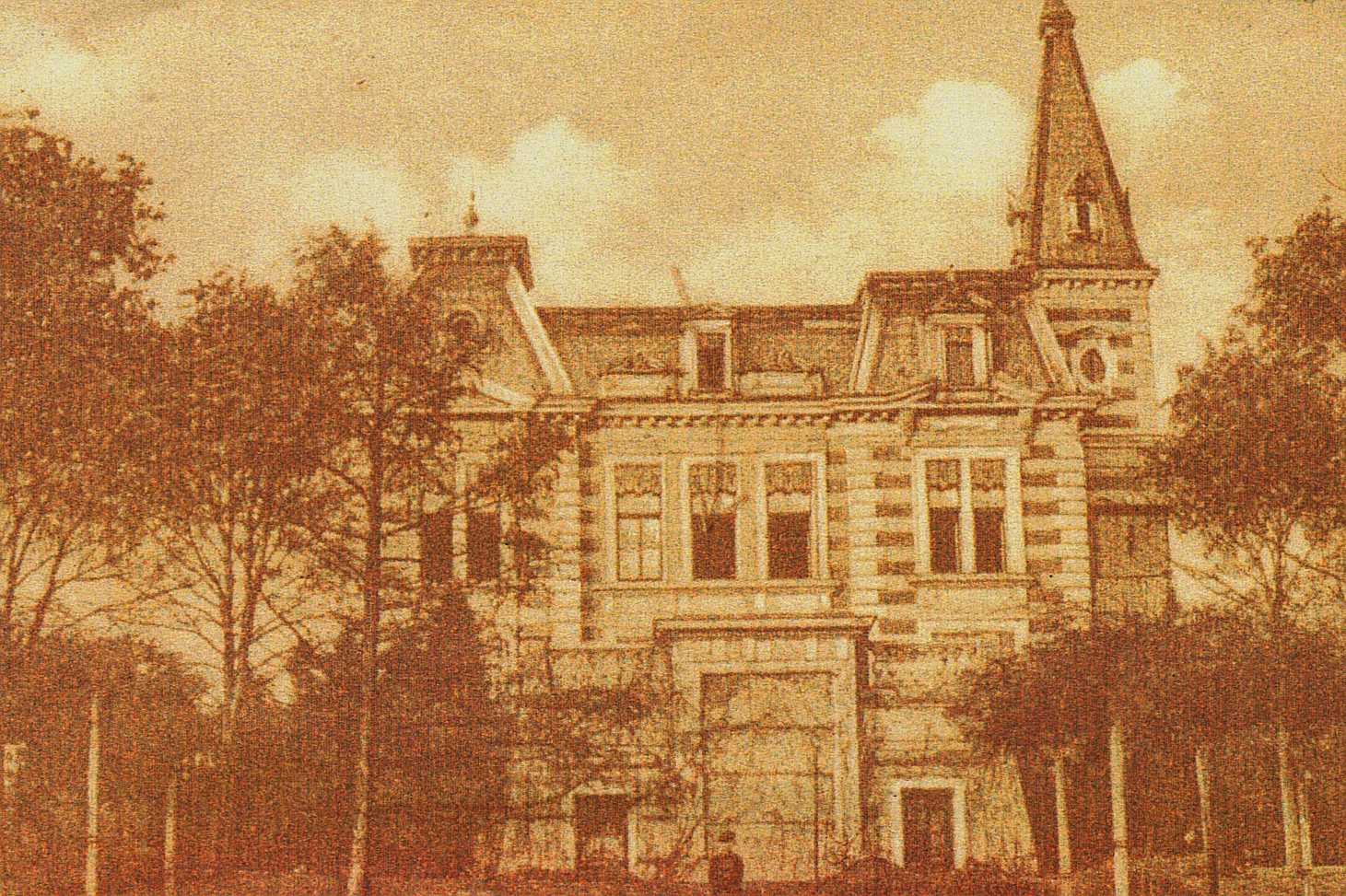
Ein ehemaliges Wahrzeichen von Hütteldorf: das Rekonvaleszentenheim Rosentalgasse 11–13

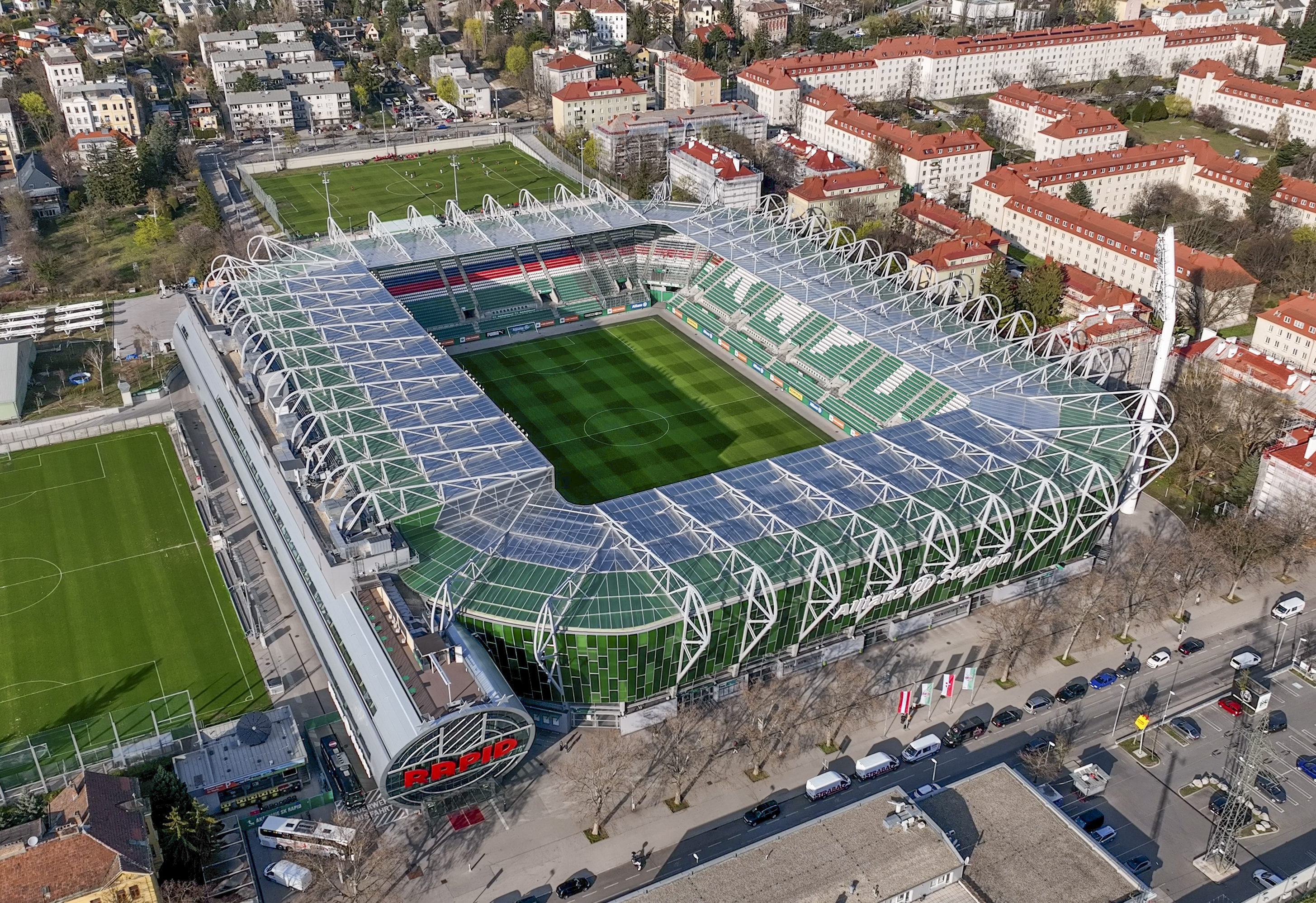
Allianz-Stadion (Weststadion)

Der Bahnhof Wien Hütteldorf (bis zur U-Bahn-Betriebsaufnahme 1981 Hütteldorf-Hacking) war seit seiner Errichtung 1858 eine Station der Kaiserin-Elisabeth-Bahn, die 1884 verstaatlicht wurde. Der nunmehrige Bahnhof der k. k. österreichischen Staatsbahnen an der Westbahnstrecke nach Salzburg wurde Ende des 19. Jahrhunderts adaptiert, um gleichzeitig als Bahnhof für die neue Wiener Stadtbahn zu fungieren. Das neue Stationsgebäude wurde von dem im nahe gelegenen ehemaligen Vorort Penzing geborenen Architekten Otto Wagner gestaltet. Teilweise liegt der Bahnhof allerdings in der Katastralgemeinde Hacking, insbesondere das südseitige Aufnahmsgebäude.
Auch heute erfüllt der Bahnhof eine Doppelfunktion und fungiert als  Kopfbahnhof der U-Bahn-Linie U4 (die auf der Strecke der ehemaligen Stadtbahn verläuft) ebenso wie als Durchgangsbahnhof, der auch von der S-Bahn genutzt wird.
Wagner entwarf ebenfalls das nach ihm benannte Hütteldorfer Otto-Wagner-Spital (seit 2020 offiziell Klinik Penzing) mit der weithin sichtbaren Kirche am Steinhof auf einem Südhang. Zwei weitere Bauwerke Wagners in Hütteldorf sind die beiden Villen, in denen er auch selbst gewohnt hat. Die Villa Wagner I wurde von 1886 bis 1888 als Sommersitz errichtet und als späthistoristisches Landhaus gestaltet. Familie Wagner bewohnte das Haus ab 1895 ganzjährig; 1911 verkaufte es Otto Wagner an den Varieté-Unternehmer Ben Tieber. Von 1972 an  war die Villa im Besitz des 2015 verstorbenen Malers Ernst Fuchs und beherbergt das Ernst Fuchs Privatmuseum.
1912/13 ließ Wagner auf dem Nachbargrundstück seine Villa Wagner II errichten; die kaum veränderten Pläne stammten bereits aus dem Jahr 1905. Das kubisch gestaltete, spätsecessionistische Bauwerk verfügt über eine asymmetrische Fassade mit blauen Ornamenten und ein Glasmosaik von Koloman Moser über dem Eingangsportal.
Weitere interessante Bauwerke sind die Villa Vojcsik, ein Jugendstilgebäude, das 1901 nach Plänen von Otto Schönthal errichtet wurde, sowie die Windisch-Graetz-Villa, eine späte Biedermeier-Villa der Erzherzogin Elisabeth Marie. Das Europahaus Wien aus dem frühen 18. Jahrhundert war einst der Sommersitz der Fürstin Esterházy und hieß zwischenzeitlich Miller-von-Aichholz-Schlössel.
In Hütteldorf gibt es drei Bereiche, die von der Stadt Wien als bauliche Schutzzone ausgewiesen sind: der alte Ortskern, Baumgartner Höhe (mit dem Otto-Wagner-Spital als wichtigstem Teil) und die um 1910 entstandenen Miethäuser im Bereich der Lorenz-Weiß-Gasse.
Die heutige römisch-katholische Hütteldorfer Pfarrkirche wurde 1881 / 1882 nach Plänen von Richard Jordan erbaut. 1949 wurde die Kirche St. Josef am Wolfersberg und 1974 die Kordonkirche geweiht. Beide Kirchen sind Werke des Architekten Ladislaus Hruska. Die evangelisch-lutherische Trinitatiskirche wurde 1968 fertiggestellt.
Das Gerhard-Hanappi-Stadion wurde 1977 eröffnet und war die Heimstätte des SK Rapid Wien. Benannt war es nach Gerhard Hanappi, der nicht nur erfolgreicher Fußballspieler war, sondern das ursprünglich Weststadion genannte Stadion als Architekt auch selbst  plante. Es wurde 2014 abgerissen und wurde 2014–2016 durch einen Neubau, genannt Allianz-Stadion oder Weststadion, ersetzt. Das 1998 eröffnete Hallenbad Hütteldorf ersetzte das ältere, 1979 geschlossene Hütteldorfer Bad.
Einer von zwei Campingplätzen Wiens, Camping Wien West der Verkehrsbuero Austria, befindet sich im Bezirk.

## Persönlichkeiten
- Johann Georg von Grechtler (1705–1780), kaiserlicher General-Feldwachtmeister, Besitzer der Herrschaft Hütteldorf
- Johann Georg Ilg (1771–1836), Mediziner
- Johann Sturany (1831–1912), Baumeister und Architekt